# Суховский (приток Искитимки)
Суховский (Сухой Искитим) — длинный ручей, правый приток реки Искитимки. Протекает по Заводскому району города Кемерова Кемеровской области России.
Глубина — до 1,5 метра. Ширина — около 44 метров.
Ручей является приёмником стоков предприятий города, его берега загрязнены бытовыми отходами.
На Суховском ручье создано несколько прудов, один из которых — технологический водоём-аэратор промышленного предприятия «Химволокно» был практически засыпан. Планируется создание парка на берегах ручья.
В ручье водятся такие рыбы как: карась, щука и уклейка.